# 格里姆讷格尔县
格里姆讷格尔县，印度特伦甘纳邦辖县，西邻尼扎马巴德县，北邻阿迪拉巴德县，南邻瓦朗加尔县、梅达克县。县治位于格里姆讷格尔。
2014年特伦甘纳邦成立前，本縣原屬安得拉邦。

## 行政区划
格里姆讷格尔县分为57个乡。